# Ernst Weinnoldt
Ernst Weinnoldt (vollständiger Name Ernst Heinrich Friedrich Weinnoldt; * 28. Oktober 1863 in Kiel; † 1944) war ein deutscher Pädagoge, Handelsschul-Direktor, Mathematiker, Hochschullehrer und Schulbuch-Autor.

## Leben
Von 1880 bis 1885 studierte Ernst Weinnold in Berlin und in Kiel an der dortigen Universität, an der er 1885 seine bei Lipsius & Tischer veröffentlichte Inaugural-Dissertation mit dem Titel Über Funktionen, welche gewissen Differenzgleichungen n. Ordnung Genüge leisten ablegte. 1901 habilitierte er in Kiel Über die Konstruktion von Isophengen auf Flächen 2. Ordnung (Isophengen sind Linien gleicher Helligkeit auf beleuchteten gekrümmten Flächen). Von 1888 bis 1890 war er Hilfslehrer am Realgymnasium in Berlin und Assistent am Institut für Theoretische Physik in Berlin.
1890 wurde er Lehrer an der Baugewerkschule in Magdeburg. Ab 1892 wirkte Ernst Weinnold als Professor an der kaiserlichen Marine-Akademie und Schule zu Kiel, wo er im Auftrag der Kaiserlichen Marine einen Leitfaden der analytischen Geometrie herausgab. Außerdem war er Privatdozent mit Lehrauftrag an der Universität Kiel.
1910 übernahm der als „Prof. Dr.“ titulierte Weinnoldt in Hannover als Nachfolger des Schuldirektors Philipp Frucht die Leitung der städtischen „Höheren Handelsschule“ in der Escherstraße. Im Unterschied zu seinen sonst lediglich mathematischen Publikationen verfasste Weinnold 1912 seinen bei Friedrich Culemann erschienenen Jubiläumsbericht der Städtischen Höheren Handelsschule in Hannover über die Zeit von 1837 bis 1912.
Weinnoldt konnte – anders als seine Vorgänger – keinen weitgehenden Einfluss auf die Organisation der Schule nehmen, da diese schon Anfang des 20. Jahrhunderts vor allem durch die gesetzlichen Richtlinien des preußischen Handels- und Gewerbeministeriums gelenkt wurde. Nach dem Ersten Weltkrieg und der Deutschen Hyperinflation zu Beginn der Weimarer Republik wurde die Schule, um eine Schließung aufgrund drohender Zahlungsunfähigkeit zu vermeiden, 1920 Eigentum der Stadt Hannover. Unter der städtischen Verwaltung stieg die Zahl der Schüler von rund 1600 im Jahr 1920 auf mehr als 4000 im Jahr 1929, so dass es zu erheblichen Raumnöten kam. So sollte – noch unter Weinnoldt – die Enge durch den Ausbau des Dachgeschosses des Schulgebäudes in der Escherstraße sowie die Errichtung eines Schulpavillons an der Andertenschen Wiese beseitigt werden. Am 30. September 1929 ging Weinnoldt jedoch in den Ruhestand; sein Nachfolger wurde „Dr. Seibert“.
Laut dem Adressbuch der Stadt Hannover von 1943 wohnte „Weinnold, E., Dr., Profess.“ in der seinerzeitigen Braunauer Straße 18, der 1938 umbenannten ursprünglichen Brandestraße.

## Schriften (Auswahl)
- Über die Konstruktion von Isophengen auf Flächen 2. Ordnung, Hochschulschrift,  Leipzig, Druckerei Teubner, 1901; Digitalisat der Universitätsbibliothek Kiel
- Leitfaden der analytischen Geometrie, Leipzig [u. a.]: Teubner, 1902
- Leitfaden der analytischen Geometrie. Auf Veranlassung der kaiserlichen Inspektion des Bildungswesens der Marine, bearbeitet von Dr. Ernst Weinnoldt, Professor an der kaiserlichen Marine-Akademie und Schule zu Kiel. (VI und 78 S.) Mit 62 Figuren im Texte. Leipzig und Berlin, B. G. Teubner, 1902. Preis M. 1.60 / von Franz Dintzl, in: Monatshefte für Mathematik, Bd. 14, vom 1. Dezember 1903, Nr. 1; doi:10.1007/BF01706993
- Jubiläumsbericht der Städtischen Höheren Handelsschule in Hannover über die Zeit von 1837–1912, Hannover: Friedrich Culemann, 1912
- Das gesamte kaufmännische Rechnen (= Hamburger Kaufmannsbücher, Bd. 8), 2. völlig umgearbeitete und erweiterte Auflage, Hamburg: Hanseatische Verlagsanstalt,
  - Band 1, Hauptwerk, 1929
  - Band 2: Schlüssel, 1930
- Ernst Weinnoldt, Karl Zeiger: Das gesamte kaufmännische Rechnen, Hamburg: Hanseatische Verlags Anstalt, 6 Bände, darunter:
  - Teil 3: Effektenrechnung, Lombardrechnung, Münzrechnung, Devisenrechnung, Arbitrage-Rechnung, Warenkalkulation, 4. überarbeitete Auflage, 1940